# Gemeiner Steinläufer

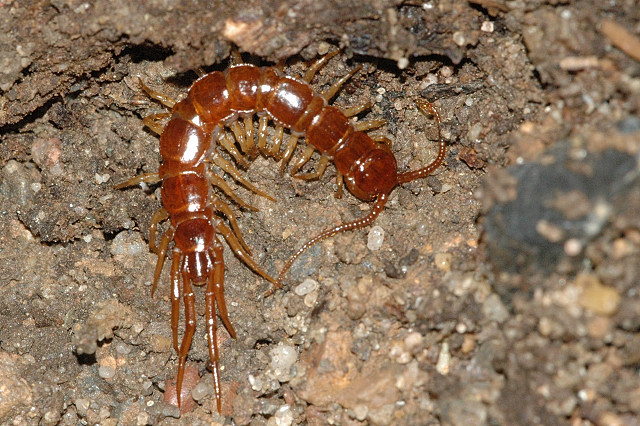
Gemeiner Steinläufer

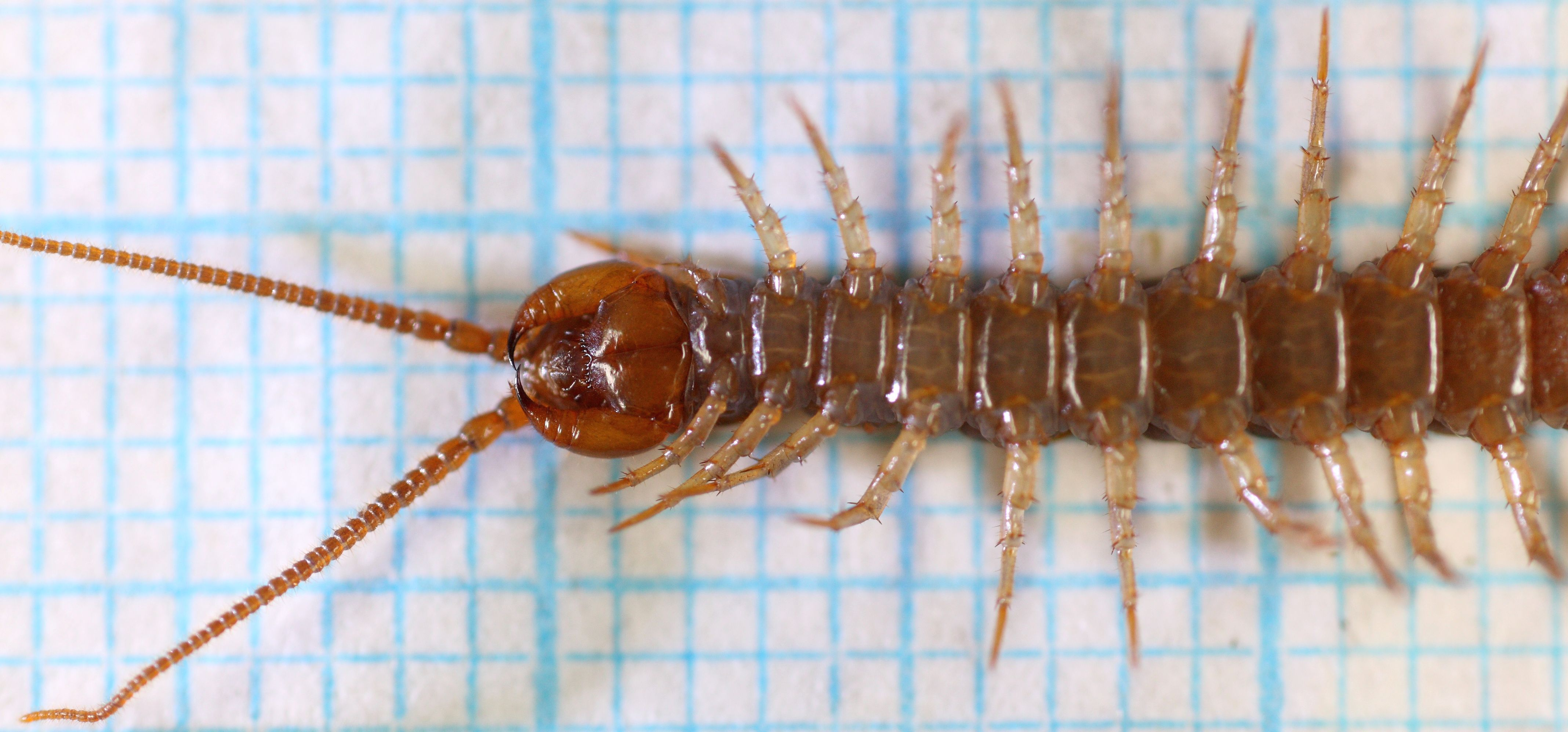
Unterseite

Der Gemeine Steinläufer (Lithobius forficatus) ist eine in Mitteleuropa weit verbreitete Art aus der Ordnung der Steinläufer (Lithobiomorpha).

## Merkmale
Die Tiere haben eine Körperlänge von 20 bis 32 Millimetern und sind damit die größte Art ihrer Gattung in Mitteleuropa. Der Körper ist dunkel rotbraun gefärbt. Die Tergiten 9, 11 und 13 sind zu kurzen, nach hinten gerichteten Zipfeln verlängert. Die Tiere haben an beiden Seiten des Kopfes je 15 Punktaugen (Ocelli).

## Vorkommen
Die Art ist nahezu weltweit verbreitet, mit Ausnahme der Afrotropis und der Orientalis. Die Tiere besiedeln offenes Gelände und Wälder, aber auch Gärten. Man findet sie beispielsweise unter Rinde an Totholz oder unter Steinen.

## Lebensweise
Die nachtaktiven Tiere ernähren sich räuberisch von Insekten, Spinnen und anderen Gliederfüßern. Nach Berührung mit den Fühlern packen sie ihre Beute mit unter dem Kopf befindlichen Kieferfüßen (Maxilipeden) und injizieren mit diesen ein schnell wirksames Gift. Der Biss großer Tiere ist auch für Menschen schmerzhaft. Das Männchen spinnt zur Paarung ein lockeres Gespinst und legt darauf eine Spermatophore ab, die das Weibchen mit ihrem zangenförmigen Gonopodium ergreift und in ihre Geschlechtsöffnung aufnimmt. Die Weibchen legen ihre Eier einzeln am Boden ab. Die Entwicklung umfasst fünf Stadien mit unvollständiger und ungefähr weitere fünf mit vollständiger Segmentzahl. Auch die adulten Tiere häuten sich noch mehrmals. Der Gemeine Steinläufer hat eine Lebenserwartung von bis zu fünf oder sechs Jahren.

## Belege